# Уинд Ривър
Уинд Ривър (на английски: Wind River Range) е мощен планински хребет в Скалистите планини, разположен на територията на щата Уайоминг. Дължината му от север-северозапад на юг-югоизток е 214 km, ширината в южната част – до 155 km, а площта – 18 286 km². По цялото протежение на хребета преминава континенталния вододел на Северна Америка. На запад долината на река Грийн Ривър (десен приток на Колорадо) го отделя от хребета Уайоминг, а на север прохода Тагути (2944 m) – от хребета абсарока. Най-високата му точка е връх Ганет Пик (4207 m), издигащ се в централната му част. В осовата си част хребетът е изграден от древни гранити, а склоновете му – от варовици и пясъчници. Най-високите му части са дълбоко разчленени от трогови долини, циркуси и други древни ледникови форми. От него водят началото си реките Грийн Ривър (десен приток на Колорадо), Уинд (десен приток на Бигхорн, от басейна на Мисури) и Суитуотър (ляв приток на Северен Плат, от басейна на Мисури). Склоновете му са обрасли с иглолистни гори, а най-високите части са заети от алпийски пасища.